# Fontaine de Burgo
Pour les articles homonymes, voir Burgo.
La Fontaine de Burgo  est située  à quatre cents mètres au sud du hameau de Locméren des prés à  Grand-Champ dans le Morbihan.

## Historique
La fontaine de Burgo fait l’objet d’un classement au titre des monuments historiques depuis le 21 février 1942.